# Enemigos exteriores e interiores
 Enemigos exteriores e interiores es el décimo octavo capítulo de la tercera temporada de la serie dramática El ala oeste de la Casa Blanca.

## Argumento
Sam ultima los últimos detalles de la Cumbre Ruso-Estadounidense de Helsinki con los enviados del Kremlin, el jefe de la Delegación Nickolai Ivanovich y su ayudante George Kowzlowski. Tratan temas como la ropa para llevar —un abrigo sería recomendable—, el horario y algunas cosas de poca importancia. Aunque todo parece resuelto, se produce una revelación: un satélite espía ha hecho fotos que demuestran que los rusos construyen un reactor de Agua Pesada en Irán, paso previo a la obtención de Plutonio y un derivado de este: la Bomba atómica.
En la Casa Blanca todos son partidarios de suspender la cumbre, en especial el Jefe del Estado Mayor, Percy Fitzwallace. Finalmente, apenas dos días antes, el jefe de la Delegación rusa realiza una última petición: un añadido a la Declaración Conjunta. Quiere que ambos países trabajen en el desmantelamiento de sus armas nucleares, capaces de aniquilar el mundo varias veces. Con una es más que suficiente. Sorprendidos, y tras sospechar que es el propio Presidente Ruso quien está detrás de la petición —desligándose de la construcción del reactor— deciden continuar con la Cumbre, y "arriesgarse".
C.J. Cregg deberá acceder a ser custodiada por el Servicio Secreto tras varias amenazas de muerte. Poco antes ha criticado a Arabia Saudita por dejar morir a varias estudiantes en un incendio por no vestir adecuadamente. Tras varias investigaciones, se asigna para su protección al agente Simon Donovan, por orden del Director del Servicio Secreto,  Ron Butterfield. Entre otras cosas, es informada de varias fotos que le ha hecho el supuesto terrorista, una de ellas a pocos metros suya mientras almorzaba.
Mientras, una importante empresa de Tecnología está a punto de quebrar: 80millones de procesadores tienen un defecto de fabricación. Leo intenta convencer al Presidente para que salga en su ayuda: están en juego más de 10000 puestos de trabajo. Este, en un principio se niega, pero luego habla con el director de la compañía, Jake Kimball, para darle una solución: el gobierno mantendrá todos los contratos con su empresa y evitará recibir subvenciones de él durante la campaña de reelección. A cambio, Kimball decide reducirse su sueldo, y el de sus directivos durante 2 años.
Toby, por su parte, gestiona un pase de prensa a Ludmilla Koss, una periodista asignada a la Cumbre que ha sido especialmente crítica con el presidente ruso. Tras descubrir su línea editorial, que incluye ridiculizar a un hijo de un alto cargo ruso, entrega las credenciales a regañadientes. Por último, Charlie descubre que ha sido hallado una carta mandada a Franklin D. Roosevelt que inspiró a este en su discurso de aceptación del cargo. Esta misiva fue escrita por un pequeño niño de color llamado Alan Tatum. Emocionado, Charlie contacta con él y ve cómo finalmente el Presidente Bartlet se hace una foto acompañado por su hijo, que es Doctor en Medicina.

## Curiosidades
- El suceso de las 15 adolescentes quemadas ocurrió verdaderamente. Efectivamente, la Policía Moral Saudí impidió el rescate de las chicas el 15 de marzo de 2002[1]

## Premios
- Nominados como mejor actor de reparto a Dulé Hill (Premios Emmy)[2]

## Enlaces
- Enlace al Imdb
- Guía del Episodio (en inglés)